# Evandro Soldati
Evandro Soldati (Ubá, Minas Gerais, 17 de abril de 1985) es un modelo brasileño. 
Ha participado en campañas publicitarias y desfiles de moda para Louis Vuitton, Valentino, Hugo Boss, Abercrombie & Fitch, Guess, Dolce & Gabbana, Calvin Klein, Versace y Lacoste. Fue uno de los rostros principales para la publicidad de Giorgio Armani durante 2007 y en 2008 para Armani Jeans.
Inició su carrera como modelo en 2002 a la edad de 17 años cuando su madre lo llevó a un concurso de Ford Models en su natal Brasil. Adquirió notoriedad a mediados de 2010 tras aparecer en el videoclip de la canción «Alejandro» de Lady Gaga.
Según la revista Forbes, Soldati figuró en el séptimo puesto en su listado de modelos más exitosos del mundo en 2008.
En julio de 2012 contrajo matrimonio en Ibiza con la también modelo brasileña, Yasmin Brunet.
- Datos: Q2331814

.